# Ferrovia Buenos Aires-Cañuelas
La ferrovia Buenos Aires-Cañuelas (Ramal Constitución-Ezeiza-Cañuelas in spagnolo) è una linea ferroviaria argentina che unisce la capitale Buenos Aires con l'area sud della sua area metropolitana.
Forma parte del sistema della linea suburbana Roca ed è gestita dalla compagnia statale Trenes Argentinos Operaciones.

## Traffico
La ferrovia è elettrificata solamente nel tratto compreso tra la stazione di Constitución e quella di Ezeiza.